# Teretrius lesnei
Teretrius lesnei är en skalbaggsart som beskrevs av Desbordes 1930. Teretrius lesnei ingår i släktet Teretrius och familjen stumpbaggar. Inga underarter finns listade i Catalogue of Life.